# スパニッシュ・メイン

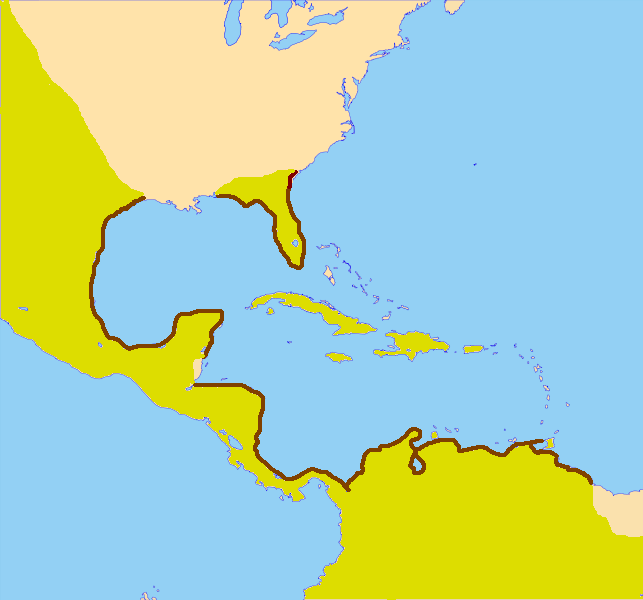
太線が引かれた沿岸部がスパニッシュ・メイン

スパニッシュ・メイン（Spanish Main）は、大航海時代におけるカリブ海周辺大陸沿岸のスペイン帝国地域をイギリスが呼んだ名称。範囲はフロリダ半島からメキシコ、中米に南米北岸まで。
16世紀から18世紀にかけて、スパニッシュ・メインから、金銀、宝石、香辛料、木材、毛皮、その他の莫大な財宝が運び出された。有名なインディアス艦隊が財宝をスペインに運んだ。スパニッシュ・メインには、それをねらう海賊と私掠船が出没した。

## 参考
- スペイン帝国
- ヌエバ・エスパーニャ
- スペインによるアメリカ大陸の植民地化
- コンキスタドール
- 財宝船